# بارغاه (تشاراويماق)
بارغاه (بالفارسية: بارگاه) هي منطقة سكنية تقع في تشارواماق الشرقية الريفية في إيران. يقدر عدد سكانها بـ 187 نسمة .